# Cinnamomum johnstonii
Cinnamomum johnstonii är en lagerväxtart som först beskrevs av C. K. Allen, och fick sitt nu gällande namn av André Joseph Guillaume Henri Kostermans. Cinnamomum johnstonii ingår i släktet Cinnamomum och familjen lagerväxter. Inga underarter finns listade i Catalogue of Life.